# Тімірово (Бурзянський район)
Тімі́рово (рос. Тимирово, башк. Тимер) — присілок у складі Бурзянського району Башкортостану, Росія. Адміністративний центр та єдиний населений пункт Тіміровської сільської ради.
Населення — 462 особи (2010; 469 в 2002).
Національний склад:
- башкири — 100%